# Ulica św. Huberta w Katowicach
Ulica św. Huberta w Katowicach – ulica w katowickiej dzielnicy Brynów część wschodnia-Osiedle Zgrzebnioka. Rozpoczyna ona swój bieg przy skrzyżowaniu z ulicą Tadeusza Kościuszki, a w całym przebiegu krzyżuje się z ulicą Kosów, ulicą Przepiórek i ulicą Pawią. Jej przedłużenie prowadzi przez Katowicki Park Leśny do dzielnicy Osiedle Paderewskiego-Muchowiec.

## Charakterystyka

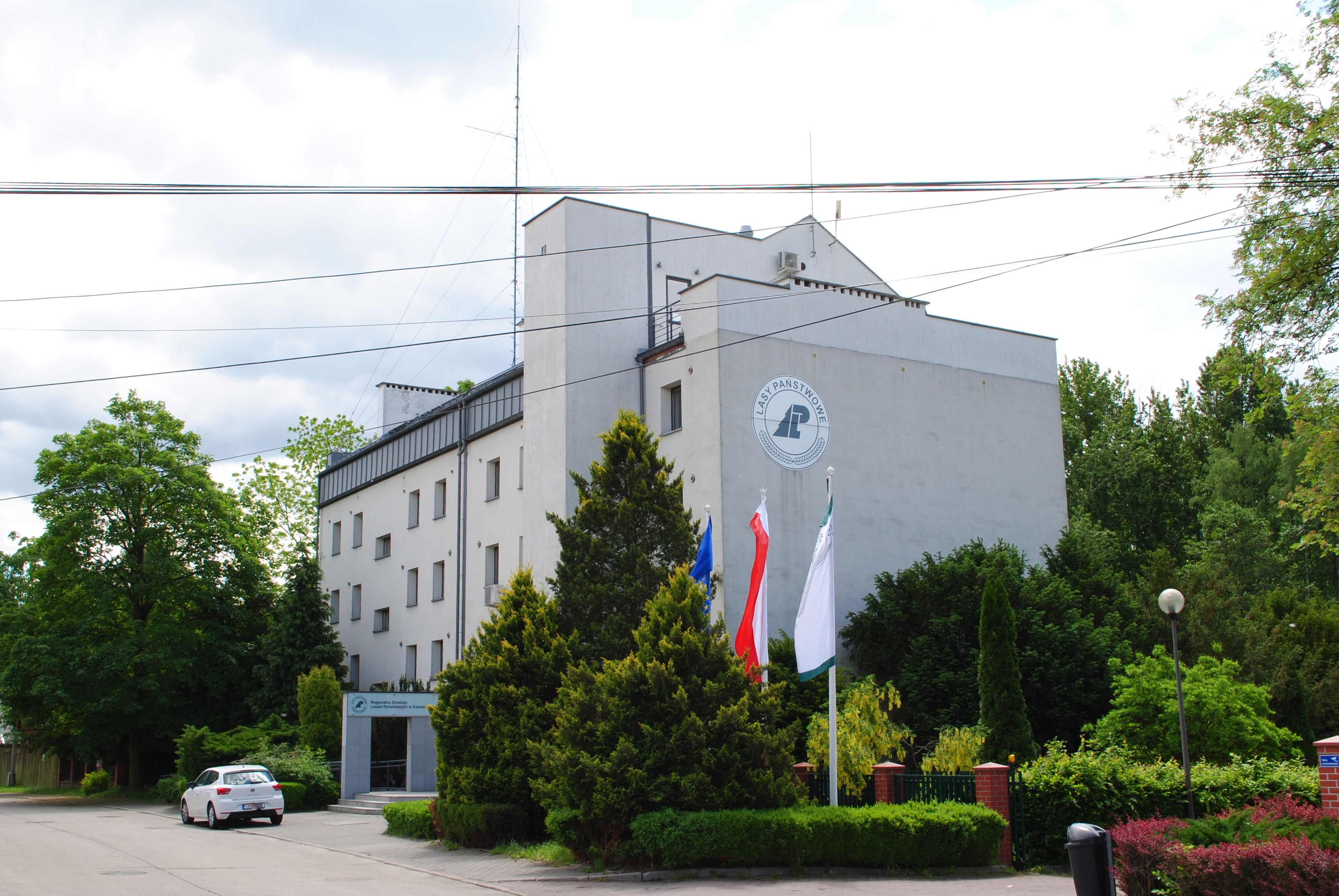
Siedziba Regionalnej Dyrekcji Lasów Państwowych w Katowicach przy ul. św. Huberta 43/45

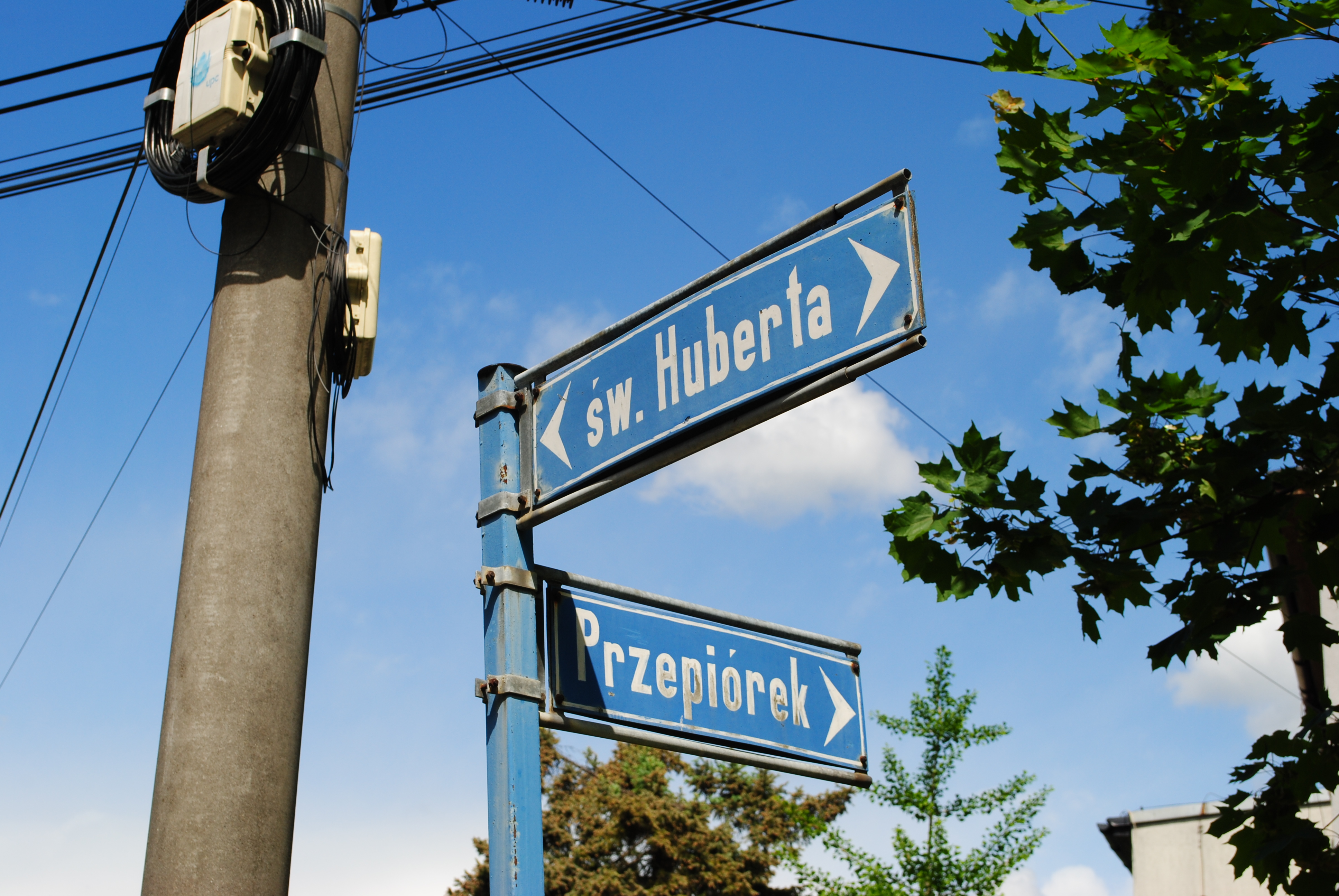
Tabliczka z nazwą ulicy

W XIX wieku wzdłuż drogi biegł potok Hubertus – dopływ Kłodnicy; na krańcu muchowieckiego lasu istniał staw również o nazwie Hubertus. W okresie Rzeszy Niemieckiej (do 1922 roku) i w okresie niemieckiej okupacji Polski w latach 1939–1945 ulica nosiła nazwę Hubertusstraße. W latach sześćdziesiątych przy ulicy św. Huberta wzniesiono osiedle własnościowych domków jednorodzinnych – osiedle Ptasie.
W rejonie ulicy istnieje przy niej stacja redukcyjno-pomiarowa dla sieci gazu niskiego ciśnienia oraz stacja transformatorowa 20/0,4 kV o mocy 250 x 1kVA.
Przy ulicy znajdują się następujące obiekty, objęte ochroną konserwatorską:
- zespół kolonii robotniczej św. Huberta z 1943 roku (autorami założenia są architekci Boswan i Knauer); złożony z trzech typów parterowych dwunastu domków w ogrodach, położony przy ulicy Pawiej i ulicy św. Huberta 36/38, 40/42, 44/46, 48/50, 52/54 i 56/58;
- willa modernistyczna z lat dwudziestych XX wieku;
- willa modernistyczna z lat dwudziestych XX wieku (ul. św. Huberta 19); wzniesiona jako dawny dom nadzoru kopalni „Wujek”;
- dom z lat trzydziestych XX wieku (ul. św. Huberta 23); wzniesiony w stylu funkcjonalizmu;
- dom z lat trzydziestych XX wieku (ul. św. Huberta 25); wzniesiony w stylu funkcjonalizmu; w jej środku znajduje się witraż, przedstawiający scenę z legendy o św. Hubercie);
- socrealistyczne domy (ul. św. Huberta 30 i 32); wzniesione w 1958 roku.

Przy ulicy, według stanu z maja 2022 roku, swoją siedzibę mają: przedsiębiorstwa handlowo-usługowe, Górnośląskie Towarzystwo Przyrodnicze im. Andrzeja Czudka (ul. św. Huberta 35), Instytut Badawczy Leśnictwa w Warszawie – Zakład Gospodarki Leśnej Rejonów Przemysłowych (ul. św. Huberta 35), Regionalna Dyrekcja Lasów Państwowych w Katowicach (ul. św. Huberta 43/45).